# Бондарчук В'ячеслав Борисович
В'ячеслав Борисович Бондарчук (нар. 15 квітня 1968, Фрунзе, Киргизька РСР, СРСР) — російський актор театру і кіно, продюсер.

## Біографія
В'ячеслав народився і виріс у Фрунзе (нині Бішкек), Киргизької РСР (нині Республіка Киргизстан), там же закінчив школу і вступив до театральної школи-студії при Гардта ім Крупської, зараз їм Айтматова. Успішно завершив навчання і працював там же, а також працював в молодіжному театрі «Час» під керівництвом Олексія вівсі, якого В'ячеслав досі вважає своїм вчителем і наставником.
У 1990 році приїхав до Москви і був прийнятий в трупу театру «Гравці». На сцені зіграно більше 30 ролей, серед яких Прем'єр-міністр Англії в мюзиклі «Сталева блоха» і Бендер в антрепризному виставі «12 стільців». З 1994 року займається продюсерською театральною діяльністю, випустив кілька вистав, один з яких, «За зачиненими дверима» досі з успіхом показується на сценах театрів багатьох міст не тільки в Росії, але і за кордоном. В'ячеслав багато знімається в кіно і серіалах, у нього більше 70 ролей, перша його роль в кіно — Строитель у фільмі «Катастрофи не дозволяю» (1985). Останні його роботи — в серіалах «Закрита школа», «Господиня моєї долі», «Метод Лаврової».

## Продюсерська діяльність
Московський Театр «Гравці» (1990 — теперішній час)
«Понеділок після чуда» (1995—1999) за твором У. Гібсона, у постановці Леоніда Герчикова з Христиною Орбакайте, Іриною Купченко, Андрієм Соколовим, Олександром Моховим, Феліксом Мокеевим, сам грав у цьому спектаклі, замінюючи Олександра Мохова.
«За зачиненими дверима» (1998 — наст.время) за твором Ж-П. Сартра, в постановці Олександра Мохова і за участю Ірини Алфьорової, Андрія Соколова, Олени Медведєвої, Рудольфа Саркісова.
«Шляхом взаємної листування» (2000—2001) за твором В. Войновича, у постановці Рудольфа Саркісова і Олександра Тютіна, за участю Ніни Русланової, Олександра Тютіна, Сергія Шустіцкого, Рудольфа Саркісова, Геннадія Матвєєва і Ольги Комарової.

## Театральні роботи
Фрунзенський Театр «Время» (1986—1990)
1. Чехов — «Пропозиція» — Ломов, дипломна робота
2. Вампілов — «Старший син» — Бусигін

Московський Театр «Гравці» (1990 — теперішній час)
1. Мюзикл «Сталева блоха» —  Прем'єр-міністр Англії й інші ролі
2. Ж.-П.Сартр — «За зачиненими дверима» —  Коридорний

Антреприза (2007)
1. Ільф і Петров — «12 стільців» — Бендер